# Claudius Alder

Claudius Alder (1971)

Claudius Alder (* 28. März 1938 in Basel; † 20. Mai 2022) war ein Schweizer Politiker (LdU).
Claudius Alder machte sein Anwaltspatent 1964 und spezialisierte sich auf Europarecht, Verwaltungsrecht, Zivilrecht und Bau- und Planungsrecht. Von 1973 bis 1978 war er Parteivorsitzender des Landesrings der Unabhängigen. Vom 29. November 1971 bis zum 27. November 1983 war Claudius Alder Nationalrat für den Kanton Basel-Landschaft. Als Nationalrat gehörte er von 1980 bis 1984 als Stellvertreter der Parlamentarischen Versammlung des Europarates an. Er war auch Nachfolger von Fritz Jenny.
Alder war zudem als Anwalt für den Pharmakonzern Hoffmann-La Roche tätig.